# Tipula haplotricha
Tipula haplotricha är en tvåvingeart som beskrevs av Alexander 1934. Tipula haplotricha ingår i släktet Tipula och familjen storharkrankar.
Artens utbredningsområde är Taiwan. Inga underarter finns listade i Catalogue of Life.